# روستوف-نا-دونو
شهر روستوف بر دُن یا رُستُف روی دُن (به روسی: Ростов-на-Дону) در کشور روسیه و در اُبلاست روستوف در کرانهٔ رود دُن واقع شده‌است.